# Richard Bott (Zoologe)
Richard Bott (* 25. April 1902 in Frankfurt am Main; † 27. Januar 1974 ebenda) war ein deutscher Zoologe. Sein Forschungsschwerpunkt war die Carcinologie, das Studium der Krebstiere.

## Leben
Nach dem Abitur absolvierte Bott ab dem Jahr 1921 ein Biologie- und Geologiestudium an der Johann Wolfgang Goethe-Universität Frankfurt am Main. 1928 wurde er unter der Leitung von Otto zur Strassen mit einer Dissertation über den Taumelkäfer Gyrinus natator substriatus zum Dr. phil nat. promoviert. Aufgrund der schwierigen Stellensituation im naturwissenschaftlichen Bereich, wählte Bott den Lehrerberuf. Nach dem Staatsexamen im Jahr 1930 arbeitete er zuerst als Schullehrer in Krefeld und später in Frankfurt am Main. Um seinen wissenschaftlichen Interessen nachzugehen, ließ sich Bott während der Sommermonate der Jahre 1936 bis 1939 vom Schuldienst freistellen, um an der Zoologischen Station Neapel zu arbeiten. Von 1940 bis 1944 war Bott Lehrer an der Deutschen Schule Istanbul. Dies ermöglichte es ihm, die Süßwasserkrebsfauna der Türkei zu studieren. 1944 erhielt Bott die Weisung, nach Deutschland zurückzukehren, was das vorläufige Ende seiner wissenschaftlichen Arbeit bedeutete. 1947 nahm Bott den Schuldienst wieder auf, zunächst in Geisenheim und schließlich bis zu seiner Pensionierung im Jahr 1962 in Frankfurt am Main. Nach dem Zweiten Weltkrieg arbeitete Bott eng mit dem Senckenberg-Museum zusammen. Hier begann er mit der taxonomischen Bearbeitung der Flusskrebse Europas. 1948 wurde er ehrenamtlicher Kurator der carcinologischen Abteilung des Senkenberg-Museums, ein Amt, das er bis zu seiner Pensionierung innehatte.
Richard Bott befasste sich in seinem Werk hauptsächlich mit dem Studium der Süßwasserkrabben der Erde und der Flusskrebse Europas. Sein Ziel war eine Zusammenstellung aller bekannten Süßwasserkrabben. 1950 erschien seine Revision der Flusskrebse Europas, in der er sich mit der Besiedlung von Flüssen durch marine Krebse beschäftigte. 1955 veröffentlichte Bott die Monographie Die Süßwasserkrabben von Afrika und ihre Stammesgeschichte, die auf einem langjährigen Studium der Süßwasserkrabben- ausbeute aus Afrika basiert. Das Material umfasst sowohl reichhaltige Aufsammlungen des Senckenberg-Museums als auch Leihgaben von anderen Museen. Durch diese Arbeit wurde Bott weithin als Experte für Süßwasserkrabben bekannt. Bald darauf erhielt er weitere Aufsammlungen aus allen Gebieten der Erde, was ihm eine Einarbeitung in die Süßwasserkrabbenfaunen aller Kontinente ermöglichte. 1969 erschien sein Werk Die Süßwasserkrabben Südamerikas und ihre Stammesgeschichte und 1970 Die Süßwasserkrabben von Europa, Asien, Australien und ihre Stammesgeschichte.
Im September 1973 erkrankte Bott an einem schweren Herzleiden, an dessen Folgen er am 27. Januar 1974 verstarb.

## Dedikationsnamen
1968 benannte Michael Türkay die Zehnfußkrebs-Art Ericerodes botti und 1975 benannte Raymond B. Manning die Fangschreckenkrebs-Art Gonodactylus botti zu Ehren von Richard Bott.